# Real Maestranza de Caballería de Sevilla

Emblema de la Real Maestranza de Caballería de Sevilla.

La Real Maestranza de Caballería de Sevilla es una organización nobiliaria de carácter cultural. Fue fundada por nobles locales en 1670. Es propietaria de la plaza de toros de la Maestranza.

## Antecedentes
La presencia de caballeros cristianos en la ciudad comienza con la Reconquista de Sevilla por Fernando III en 1248.
En la Real Cédula de 1572 el rey Felipe II instaba a las ciudades y villas a fundar cofradías caballerescas para que la nobleza local recuperase su antigua ocupación y se adiestrase en el uso de las armas y para actos militares. En 1573 Gonzalo Argote de Molina solicitó al rey la aprobación de la creación de la Cofradía de San Hermenegildo con caballeros hidalgos. El cabildo municipal desaconsejó al rey la creación de esta institución porque podría restarle importancia a los caballeros capitulares. Finalmente, el proyecto se abandonó. Dada la vinculación de los caballeros con lo militar y lo ecuestre, la Real Maestranza de Caballería la considera un precedente.
En 1614 el rey Felipe III solicitó al cabildo municipal el fomento de la práctica de la hípica. En respuesta, este cabildo contrató a un picador y se aseguró de dejar en buen estado el campo habilitado para la práctica ecuestre.

## Historia
La fundaron 32 caballeros con intereses en lo ecuestre y el "oficio de las armas" en 1670. Casi todos eran de linajes ligados al servicio militar, varios de los fundadores eran militares y otros, además, habían participado en campañas del rey. Los militares eran: Andrés de Guzmán, mariscal de Castilla; los hermanos Francisco y Pedro Carrillo de Albornoz; Francisco de Vivero y Galindo; Juan Alonso de Mújica, capitán de caballos corazas; Pedro Carrillo, almirante; Francisco de Vivero, almirante; Francisco Carrillo, maestre de campo; Fernando Esquivel Guzmán, almirante; Juan Baltasar Federigui, almirante; Agustín de Guzmán, almirante; Juan de Mendoza, general de artillería; I marqués de Mina, general de artillería; I Marqués del Moscoso, Juan Arias de Saavedra Alvarado, capitán de caballos corazas; Juan Bruno Tello Guzmán, militar que terminó de gobernador en ultramar.
La primera junta corporativa se celebró en 1671. 24 miembros ingresaron en 1671, 13 en 1672, 13 en 1673, 4 en 1674, 11 en 1675, 70 en 1678 y ninguno en 1679. En la década de 1680 el año que menos miembros se recibieron fue 2 en 1684 y el que más 9 en 1687. En la década de 1690 el mínimo de ingresos fue en 1692, cuando no ingresaría ninguno, y el máximo en 1694, cuando entraron 22 nuevos miembros.
A partir de 1704 la organización decayó, cesando sus actos y disminuyendo su número de miembros. Se reorganizó en 1725. Entre 1729 y 1733 el rey Felipe V situó la corte en Sevilla. En 1729 el rey le otorgó varios privilegios, como usar el uniforme propio en cualquier acto y que un miembro de la Familia Real sea el hermano mayor. El primero fue el infante Felipe, duque de Parma. El 1730 el monarca le concedió el título de real y le otorgó permiso para celebrar corridas de toros en primavera y otoño. Esto motivó la construcción de su plaza de toros. A partir de la década de 1730 ser miembro de esta maestranza pasó a considerarse un gran signo de distinción.
A partir de 1823, por orden de Fernando VII, el rey de España pasaría a ser el hermano mayor.
Esta maestranza menciona en sus ordenanzas haber apoyado al rey en todas las guerras europeas, incluidas la Guerra de Sucesión y la Guerra de la Independencia.
La institución tiene de patrona a la Virgen del Rosario. La capilla de la institución, del siglo XVII, estaba en el convento de Regina Angelorum, demolido para una reforma urbanística en 1905. Los enseres de la misma, guardados previamente, se encuentran en la capilla actual. La capilla actual fue construida 1956 junto a la sede de la institución. La capilla está dedicada a la Nuestra Señora del Rosario. La imagen del altar mayor de la Virgen del Rosario con el Niño Jesús fue realizada en el siglo XVIII por Cristóbal Ramos.
La sede fue diseñada por Aníbal González y construida entre 1927 y 1930.

### Hermanos mayores

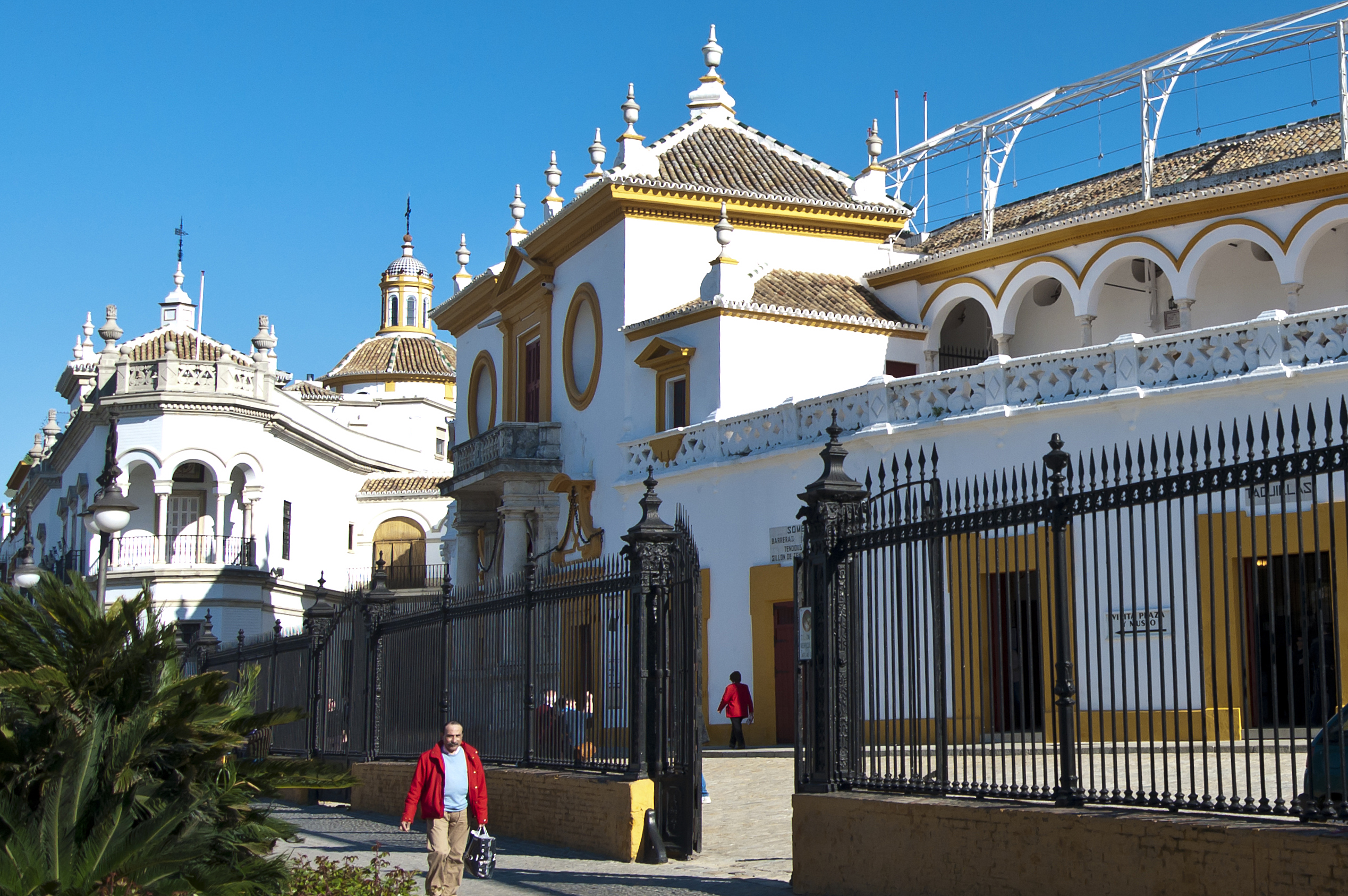
La sede, a la izquierda, y la plaza de toros, a la derecha.

Han sido hermanos mayores de la institución:
- Felipe I de Parma (1730-1765)
- Luis de Borbón y Farnesio (1765-1785)
- Fernando VII, como infante (1786-1808)
- Fernando VII, como rey (1808-1834)
- Isabel II (1834-1874)
- Alfonso XII (1875-1885)
- María Cristina de Habsburgo-Lorena (1885-1889)
- Alfonso XIII (1889-1941)
- Juan de Borbón, conde de Barcelona (1941-1993)
- Juan Carlos I (1993-2014)
- Felipe VI (2014)

El rey Juan Carlos I se reunió en el palacio de la Zarzuela con la Junta de Gobierno de esta maestranza en 1995. En 2008 la maestranza inauguró frente a su sede una estatua ecuestre de María de las Mercedes de Borbón en presencia de Juan Carlos I.
Las mujeres pertenecientes a esta maestranza solo tenían el rango de damas maestrantes cuando pertenecían a la Familia Real. El rey Felipe VI se reunió con los miembros de la maestranza en 2015 y, por su propuesta personal, las mujeres de la organización han pasado a tener todas el trato de damas maestrantes e igualdad de derechos con el resto de miembros de la organización.

## Actividades
Es propietaria y conservadora de la plaza de toros de la Maestranza. La plaza acoge durante la Feria de Abril una jornada con carruajes organizada por el Real Club de Enganches de Andalucía, fundado en 1984. También colabora financiando conciertos de música tradicional y restauraciones del patrimonio local. Desde 1965 entrega premios a los mejores expedientes académicos de la Universidad de Sevilla.